# Merab Kostava

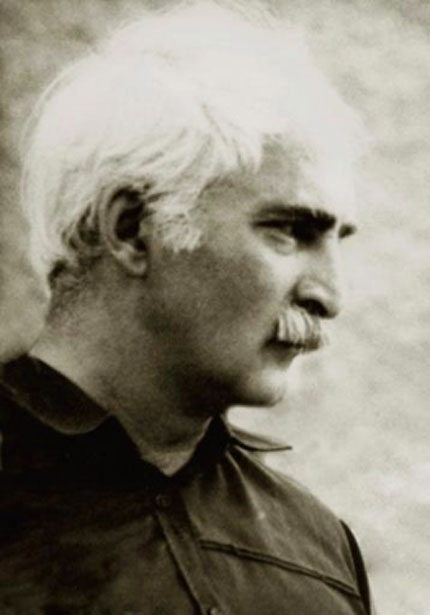
Merab Kostava in 1988

Merab Kostava (Georgisch: მერაბ კოსტავა) (Tbilisi, 26 mei 1939 – Boriti, 13 oktober 1989) was een Georgisch dissident, musicus en dichter. Hij was een voorvechter voor Georgische onafhankelijkheid van de Sovjet-Unie. Hij werkte nauw samen met de latere president Zviad Gamsachoerdia.
In 1954 richtte Kostava samen met Gamsachoerdia de ondergrondse jeugdorganisatie Gorgasliani op. Van 1956 tot 1958 verkeerde hij op beschuldiging van anti-Sovjetactiviteiten, waaronder het verspreiden van anticommunistische geschriften en propaganda, in gevangenschap.
In 1962 sloot hij zijn studie aan het conservatorium van Tbilisi af. Tot 1977 werkte hij als pianoleraar aan een muziekschool te Tbilisi.
In 1973 richtte hij met Gamsachoerdia een Initiatiefgroep ter Verdediging van de Mensenrechten op. In 1975 werd hij lid van Amnesty International en in 1976 was hij mede-oprichter van het Georgische Helsinki Comité, dat een vroege nationale afsplitsing van de Internationale Helsinki Federatie van Mensenrechten was. Van 1976 tot 1977 en van 1987 tot 1989 was hij daar bestuurslid.
In 1977 werd hij samen met Gamsachoerdia wederom gearresteerd. Hij werd veroordeeld tot een werkstraf in een Siberisch strafkamp. In 1978 werden Kostava en Gamsachoerdia door het Amerikaanse Congres als kandidaat voor de Nobelprijs voor de Vrede voorgesteld.
In 1987 kwam Kostava vrij, en een jaar later richtte hij de Ilia Vereniging der Rechtvaardigheid op, genoemd naar de Georgische nationalist Ilia Tsjavtsjavadze. In 1988 en 1989 was hij een van de belangrijkste organisatoren van enkele vreedzame demonstraties voor Georgische onafhankelijkheid van de Sovjet-Unie. Op 9 april 1989 sloeg het leger een van deze manifestaties in Tbilisi neer, onder meer met gebruikmaking van traangas. Het resultaat daarvan was dat het nationalisme en de anti-Sovjetgevoelens in Georgië des te sterker werden, ook in de Opperste Sovjet van Georgië. Kort na de tragedie van 9 april, namelijk op 29 april 1989, werd Kostava wederom gearresteerd. Na 48 dagen werd hij weer vrijgelaten.
In 1989 overleed hij bij een auto-ongeval op de Rikotipas bij het dorp Boriti. Hij werd begraven in het Pantheon van Tbilisi: een begraafplaats op de Mtazminda-berg voor prominente Georgische dichters en staatslieden. In 2013 werd Kostava tot Nationale Held verklaard.
- Gemeinsame Normdatei: 1162602716
- International Standard Name Identifier: 0000 0000 3201 0095
- Library of Congress Control Number: n94079714
- Virtual International Authority File: 70624849
- WorldCat: E39PBJgHdqWWpBPXH7FmvHxYyd